# Colias heos
Colias heos är en fjärilsart som först beskrevs av Herbst 1792.  Colias heos ingår i släktet Colias och familjen vitfjärilar. Inga underarter finns listade i Catalogue of Life.

## Bildgalleri

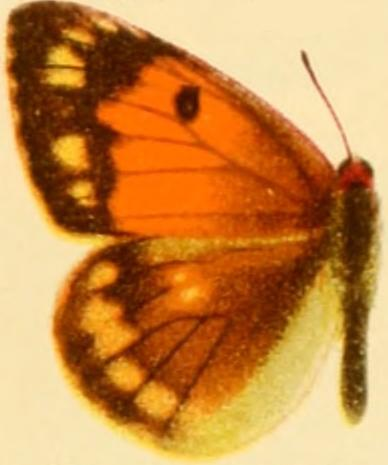